# (158913) Kreider
(158913) Kreider est un astéroïde de la ceinture principale.

## Description
(158913) Kreider est un astéroïde de la ceinture principale. Il fut découvert le 9 septembre 2004 à Ottmarsheim par Claudine Rinner. Il présente une orbite caractérisée par un demi-grand axe de 3,10 UA, une excentricité de 0,21 et une inclinaison de 17,2° par rapport à l'écliptique.

## Compléments